# Billingtjärnarna
Billingtjärnarna är en sjö i Strömsunds kommun i Jämtland och ingår i Ångermanälvens huvudavrinningsområde. Sjön har en area på 0,117 kvadratkilometer och ligger 812,1 meter över havet. Sjön avvattnas av vattendraget Finnhusbäcken.

## Delavrinningsområde
Billingtjärnarna ingår i det delavrinningsområde (715758-142944) som SMHI kallar för Utloppet av Billingtjärnarna. Medelhöjden är 861 meter över havet och ytan är 1,69 kvadratkilometer. Det finns inga avrinningsområden uppströms utan avrinningsområdet är högsta punkten. Finnhusbäcken som avvattnar avrinningsområdet har biflödesordning 4, vilket innebär att vattnet flödar genom totalt 4 vattendrag innan det når havet efter 328 kilometer. Avrinningsområdet består mestadels av kalfjäll (91 procent). Avrinningsområdet har 0,15 kvadratkilometer vattenytor vilket ger det en sjöprocent på 8,6 procent.